# Bupleurum lancifolium
Il bupleuro a foglie lanceolate (Bupleurum lancifolium Hornem., 1808) è una pianta erbacea annuale dai fiori gialli appartenente alla famiglia delle Apiacee.

## Etimologia
Il nome del genere (“Bupleurum”) deriva da due parole greche: bous e pleuron; che significano rispettivamente: “bue” e “costa”, probabilmente in riferimento alle rigature longitudinali delle foglie di alcune specie del genere. Mentre lancifolium deriva dall'unione delle due parole latine lancea e folium; il cui rispettivo significato è "lancia" e "foglia", utilizzate per indicare la peculiare forma delle foglie molto oblungo-lanceolate.

## Descrizione
È simile al Bupleurum rotundifolium ma con foglie più strette, da ovate a oblungo-lanceolate. Cresce fino a 50 centimetri di altezza, con foglie di colore verde intenso lunghe dai 3 ai 10 centimetri. Di solito dispone di 2-3 raggi primari e brattee quasi arrotondate, con punta fine. L'infiorescenza ombrella nasce da un peduncolo che può essere alto diversi centimetri. I fiori vanno dal giallo al giallo-verde. Il frutto è ovoidale tondeggiante, con sporgenze visibili. Fiorisce in primavera nei periodi tra marzo e giugno.

## Distribuzione e habitat
Pianta peculiare del bacino mediterraneo, si trova in grandi quantità in Spagna, Francia e gran parte dei paesi baltici, soprattutto Grecia, Croazia e Albania, oltre a Gran Bretagna e Austria. É presente anche in America del Nord a causa delle massicce importazioni dall'Europa. In Italia è presente soprattutto nelle regioni settentrionali, in particolare Veneto, Piemonte e Trentino-Alto Adige. I principali habitat del bupleuro a foglie lanceolate sono i luoghi aperti asciutti e i campi coltivabili.

## Galleria d'immagini

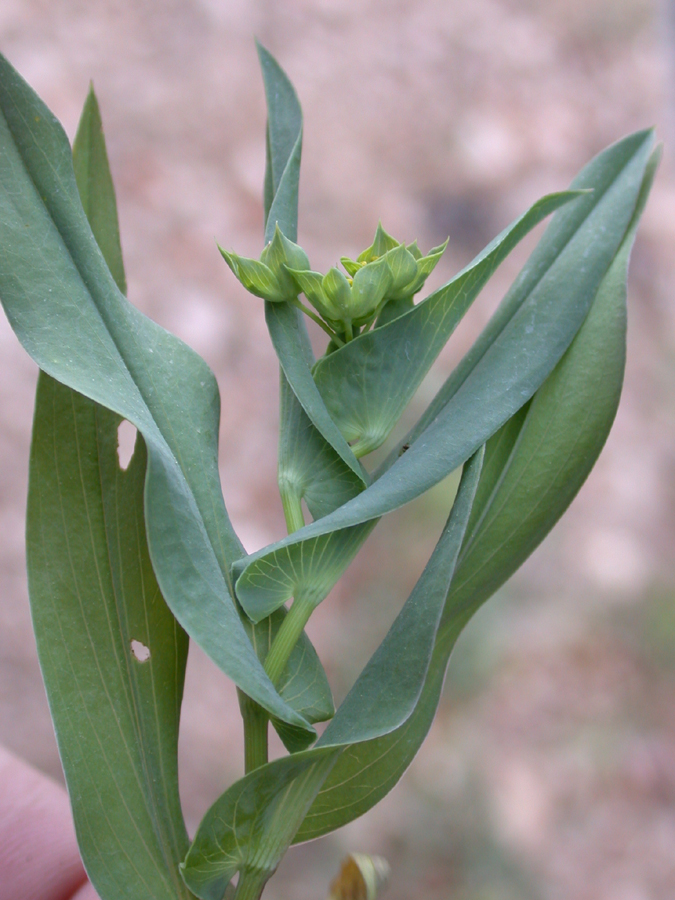
Bupleurum lancifolium
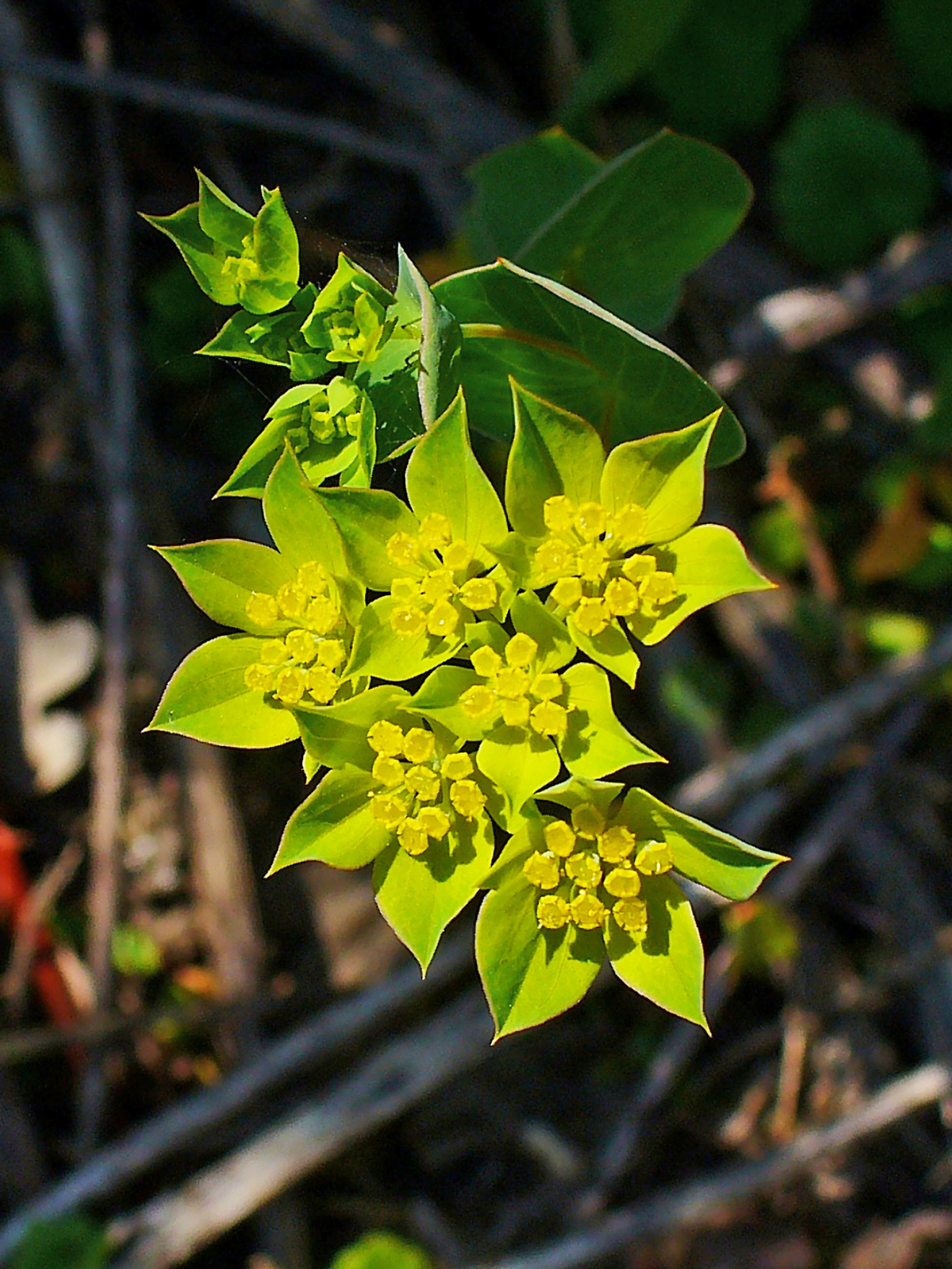
Bupleurum lancifolium in fioritura